# 금산교회
금산교회(金山敎會)은 대한민국 전북특별자치도 김제시에 있는, 1908년 전주선교부의 데이트(Lews Boyd Tate) 선교사가 지은 한옥교회이다. 1997년 7월 18일 전라북도의 문화재자료 제136호로 지정되었다. 두동교회와 더불어서 한국교회의 초기시대의 예배방 형태를 보여주고 있다.

## 같이 보기
- 두동교회 구본당 - 전라북도 문화재자료 제179호

## 참고 자료
- 금산교회 - 국가유산청 국가유산포털